# Gmina Center (hrabstwo Dubuque)

Położenie Gminy Center w hrabstwie Dubuque

Gmina Center (ang. Center Township) – gmina w USA, w stanie Iowa, w hrabstwie Dubuque. Według danych z 2000 roku gmina miała 1726 mieszkańców, a jej powierzchnia wynosi 93,36 km².